# Augeigas (Fluss)
Der Augeigas, eigentlich Khoekhoegowab ǃAo-ǁaixasKlicklaut ist ein Rivier in der Region Khomas in Namibia. Er speist den Augeigas-Damm im Daan-Viljoen-Wildpark, etwa 24 Kilometer westlich der Hauptstadt Windhoek. Der Augeigas entspringt im Khomashochland und mündet in den Otjiseru. Das Einzugsgebiet beträgt etwa 110 km².
Das Ufer ist vor allem auch durch invasive Pflanzen gekennzeichnet.